# What I’ve Done
What I’ve Done ist ein Lied der US-amerikanischen Band Linkin Park aus dem Jahr 2007.

## Veröffentlichung
Es ist die erste Singleauskopplung aus dem dritten Studioalbum Minutes to Midnight. Die Demoaufnahme des Liedes, Bang Three, wurde am 16. November 2011 auf dem Fanclub-Album Underground Eleven veröffentlicht. Zudem erschien der Titel auf dem Soundtrack zu Transformers (2007). Auf One More Light Live ist eine Liveversion mit einem verlängerten Intro sowie einem zusätzlichen Gitarrensolo Delsons zu hören.

## Hintergrund
In einem Interview mit MTV sagte Sänger Chester Bennington:

“Joe [Hahn] came up to Mike [Shinoda] and me and asked us to take the whole idea of Minutes to Midnight and apply that to how the band has changed. So, in a way, it’s us saying goodbye to how we used to be … The lyrics in the first verse are ‚In this farewell, there’s no blood, there’s no alibi‘, and right away, you’ll notice that the band sounds different: The drums are much more raw, the guitars are more raw and the vocals aren't tripled. It’s just us out there … and that’s how Rick Rubin wanted it.”

„Joe kam zu Mike und mir und wollte die ganze Idee von Minutes to Midnight auch auf den Wandel der Band beziehen. Also geht es darum, wie wir uns von dem verabschieden, was wir waren … Der Text der ersten Strophe lautet: ‚In diesem Abschied gibt es kein Blut, kein Alibi‘, und dementsprechend wird man bemerken, dass die Band anders klingt: das Schlagzeug ist rauer, die Gitarren auch und der Gesang ist nicht dreimal übereinandergelegt. Es sind nur wir selbst da draußen … so wollte es auch [der Produzent] Rick Rubin.“

## Musikvideo
Das Video zeigt in schneller Abfolge Umweltverschmutzung, globale Erwärmung, Rassismus sowie den Nationalsozialismus; zudem werden Szenen wie der Ku-Klux-Klan, Hunger, Terrorismus, Krieg, nukleare Kriegsführung, Abholzung, Armut, Drogenabhängigkeit und Übergewicht angeschnitten. Das Video bietet auch kurze Szenen, in denen historische Persönlichkeiten zu sehen sind. Gegengeschnitten werden Aufnahmen der Band beim performen in einer menschenleeren Wüste.
Der Clip wurde bei den MTV Video Music Awards 2007 für die beste Regie (des Linkin-Park-DJs Joe Hahn) nominiert.

## Kommerzieller Erfolg

### Chartplatzierungen
| ChartsChartplatzierungen       | Höchstplatzierung | Wochen |
| ------------------------------ | ----------------- | ------ |
| Deutschland (GfK)              | 4 (32 Wo.)        | 32     |
| Österreich (Ö3)                | 8 (24 Wo.)        | 24     |
| Schweiz (IFPI)                 | 6 (62 Wo.)        | 62     |
| Vereinigte Staaten (Billboard) | 7 (23 Wo.)        | 23     |
| Vereinigtes Königreich (OCC)   | 6 (32 Wo.)        | 32     |

| ChartsJahrescharts (2007)      | Platzierung |
| ------------------------------ | ----------- |
| Deutschland (GfK)              | 45          |
| Österreich (Ö3)                | 50          |
| Schweiz (IFPI)                 | 26          |
| Vereinigte Staaten (Billboard) | 38          |
| Vereinigtes Königreich (OCC)   | 63          |

### Auszeichnungen für Musikverkäufe
| Land/Region                  | Auszeichnungen für Musikverkäufe (Land/Region, Auszeichnung, Verkäufe) | Verkäufe  |
| ---------------------------- | ---------------------------------------------------------------------- | --------- |
| Dänemark (IFPI)              | Platin                                                                 | 90.000    |
| Deutschland (BVMI)           | 2× Platin                                                              | 600.000   |
| Finnland (IFPI)              | —                                                                      | 3.086     |
| Italien (FIMI)               | Platin                                                                 | 65.000    |
| Japan (RIAJ)                 | Gold                                                                   | 100.000   |
| Neuseeland (RMNZ)            | 2× Platin                                                              | 60.000    |
| Schweden (IFPI)              | Gold                                                                   | 10.000    |
| Schweiz (IFPI)               | Platin                                                                 | 30.000    |
| Spanien (Promusicae)         | Gold                                                                   | 30.000    |
| Vereinigte Staaten (RIAA)    | 6× Platin                                                              | 6.000.000 |
| Vereinigtes Königreich (BPI) | 2× Platin                                                              | 1.200.000 |
| Insgesamt                    | 3× Gold · 15× Platin ·                                                 | 8.188.086 |

Hauptartikel: Linkin Park/Auszeichnungen für Musikverkäufe